# Elatostema microcephalanthum
Elatostema microcephalanthum är en nässelväxtart som beskrevs av Bunzo Hayata. Elatostema microcephalanthum ingår i släktet Elatostema och familjen nässelväxter. Inga underarter finns listade i Catalogue of Life.